# چاه ذکریا
چاه ذکریا یک منطقهٔ مسکونی در ایران است که در دهستان دشت جام واقع شده‌است.